# Écologie Solidarité
Écologie Solidarité (ES) est un parti écologiste des Pays de la Loire créé en 2009 pour les élections régionales de 2010. Le parti a possédé trois élus siégeant dans la majorité régionale de 2010 à 2015.

## Histoire
En décembre 2009, quelques mois avant les élections régionales de 2010, des membres des Verts marquent leur déception vis-à-vis d'Europe Écologie Les Verts, qui vient d'être fondé, et leur désaccord avec la ligne d'autonomie au premier tour. Ils choisissent donc de quitter leur parti afin de créer un parti régional prônant l'alliance avec la majorité sortante,.
Plusieurs élus, dont Yann Hélary, vice-président du conseil régional sortant et ancien conseiller de Dominique Voynet, soutiennent cette démarche.
À la suite de la première des élections régionales, EÉLV obtient 13,64 % et fusionne avec le Parti socialiste. La liste de gauche obtient 56,39 % au second tour, ES obtenant trois élus et pouvant donc créer un groupe au conseil régional, Yann Hélary perd cependant sa vice-présidence.
À l'occasion des élections régionales de 2015, le parti renoue un accord avec le PS en même temps que d'autres organisations écologistes (FD, Écologistes !, GÉ et Cap21). Six candidats issus de ces différents partis écolos sont désignés candidats sur la liste de Christophe Clergeau, dont deux conseillers régionaux sortants d'ES : Philippe Papin et Rose-Marie Véron.
À l'issue du second tour, à la suite de la défaite de la liste d'union de la gauche, le parti n'a plus aucun élu.

## Élus
- 2010-2015[5] :
  - Yann Hélary, ex-vice-président du conseil régional (2004-2010), conseiller municipal de La Roche-sur-Yon, élu de Vendée.
  - Philippe Papin, ex-maire de Saint-Pierre-du-Lorouër, ex-président régional des Verts, élu de la Sarthe.
  - Rose-Marie Véron, adjointe EÉLV au maire d'Angers (2008-2014), élue du Maine-et-Loire.